# Јахја ефендијино турбе
Јахја ефендијино турбе у Бјелосављевићима, недалеко од Сокоца је надгробни споменик турског велепосједника и имама Јахја ефендије. Турбе се налази на Списку непокретних културних добара Републике Српске и представља споменик под заштитом државе.

## О споменику
Tурбе је саграђено за вријеме турске окупације Босне и Херцеговине. Сам изглед нишана указује да је Јахја ефендија припадао највећој класи турског друштва у Босни и Херцеговини. Јахја ефендија је посједовао много земље и других материјалних добара. Он је био дужан издвајати највише пореза и финансирати војне походе. Претпоставља се да је Јахја ефендија на своме посједу изградио текију, мјесто на којем су муслимани вршили додатне молитве како би се што више приближили Богу. Јахја ефендија је био уважен како међу Турцима тако и међу кметовима односно хришћанима. Због предања о њему које се на простору Гласинца преноси са кољена на кољено, турбе Јахја ефендије је сачувано до данашњих дана.